# تپه تصفیه‌خانه ۵
تپه تصفیه خانه ۵ مربوط به دوران پارینه‌سنگی جدید است و در شهرستان کرمانشاه، بخش مرکزی، دهستان قره سو، ۴۰۰ متری روستای کهریز واقع شده و این اثر در تاریخ ۲۶ اسفند ۱۳۸۷ با شمارهٔ ثبت ۲۵۴۶۸ به‌عنوان یکی از آثار ملی ایران به ثبت رسیده است.